# Atelopus angelito
Atelopus angelito là một loài cóc thuộc họ Bufonidae.
Đây là loài đặc hữu của Colombia.

## Môi trường sống
Môi trường sống tự nhiên của chúng là vùng núi ẩm nhiệt đới hoặc cận nhiệt đới, vùng cây bụi nhiệt đới hoặc cận nhiệt đới vùng đất cao, và sông ngòi.

## Phân bố
Loài này trước đây ở gần Valencia, Thành phố San Sebastián, ở Cauca Department, Colombia, ở độ cao 2.500-3.000 mét. Nó cũng được báo cáo ở phía bắc Ecuador. Tuy nhiên, các cuộc khảo sát tại đây không tìm thấy loài này và các cuộc khảo sát trong khu vực can thiệp đã không phát hiện ra loài. Phạm vi xuất hiện ước tính là 1.613 km².

## Dân số
Loài này chỉ được biết đến từ một số mẫu vật thông qua việc thu thập trong lần nhìn thấy cuối cùng vào năm 2000. Đã có rất ít các nỗ lực khảo sát động vật ở Colombia vào thế kỷ 21. Các cuộc khảo sát ở Ecuador gần đây tại ku vực chúng được báo cáo đã không tìm thấy loài này. Suy ra, nếu còn 1 quần thể còn tồn tại thì chúng sẽ ít hơn 50 cá thể trưởng thành và đang suy giảm do chất lượng môi trường sống giảm và suy thoái môi trường sống.